# Rafael Filiberto Bonnelly
Rafael Filiberto Bonnelly (ur. 22 sierpnia 1904, zm. 28 grudnia 1979 w swoim domu) – dominikański prawnik, uczony i nauczyciel akademicki, profesor prawa na uniwersytecie w Santo Domingo, polityk, uczestnik rewolty przeciw prezydentowi Horacio Vasquezowi w 1930, senator, minister spraw wewnętrznych (1944-1946), minister pracy (1944-1946), premier (1953-1954), minister edukacji (1954), ambasador w Hiszpanii (1954-1956) i w Wenezueli (1957-1959).
W trakcie gdy Bonnelly sprawował urząd wiceprezydenta (1960-1962), dyktator Rafael Leonidas Trujillo zginął w zamachu w 1961. Bonnelly założył wówczas prawicową Narodową Unię Obywatelską (UCN), a wkrótce potem stanął na czele państwa jako szef tymczasowej junty – przewodniczący Rady Państwa (43. prezydent Dominikany od 18 stycznia 1962 do 27 lutego 1963). Zorganizował pierwsze od dojścia do władzy Trujillo demokratyczne wybory, które wygrał Juan Bosch. W 1966 ponownie ubiegał się o urząd prezydenta, przegrał jednak wybory na rzecz Joaquina Balaguera.